# Miguel Ángel Gozalo
Miguel Ángel Gozalo Sainz (Madrid, 16 de noviembre de 1938-Madrid, 20 de diciembre de 2023) fue un periodista español.

## Biografía
Comenzó trabajando en los medios escritos. En 1960, en la revista SP. En 1966 fue redactor jefe de la Agencia Europa Press; en 1968 fue director del Diario Madrid (en 1968) y posteriormente de Informaciones (1969). 
Más tarde se incorporó al diario ABC, del que es corresponsal en Bonn (1972) y París (1973-1974).
Entre 1975 y 1976 fue director de Informativos de la Cadena SER  y dirigió Hora 25.
Tras su paso por las ondas, en 1976 dio el salto a televisión, dirigiendo el informativo de Segunda Cadena, que llevaba por título Redacción Noche, y que presentaban Joaquín Arozamena y Victoria Prego.
En 1982 fue nombrado Director de TVE (1982), cargo que ejerció durante unos meses. A finales de ese mismo año dirigió el programa de divulgación cultural El Arte de vivir, que presentaba Victoria Prego.
En 1988 se le encargó la dirección y presentación del programa de debate Derecho a discrepar. El espacio, sin embargo, fue retirado en febrero de 1989 y Gozalo destituido con cierta polémica por Luis Solana, director de RTVE. El motivo fueron los contenidos de la que fue la última de sus emisiones, dedicada al mundo de los famosos, en el que se hicieron referencias a la vida personal del exministro de Economía Miguel Boyer e Isabel Preysler.
En 1991 se incorporó a la tertulia de Cada día el programa matinal de la Cadena COPE que conducía Javier González Ferrari. En la temporada 1993-1994 volvió a televisión en este caso a Antena 3, como tertuliano en el programa Hermida y Cía que conduce Jesús Hermida.
En 1994 y 1995 colaboró, junto a Pilar Cernuda y Fernando Jáuregui, con Ernesto Sáenz de Buruaga en el programa La Brújula de Onda Cero, labor que compaginó con sus columnas en Diario 16.
En octubre del mismo 1994 fue nombrado vocal del consejo de administración de RTVE, a propuesta del Partido Popular.
Entre 1996 y 2004 fue presidente y director general  de la Agencia EFE.